# Флорес (острів)
Фло́рес — острів в складі Малих Зондських островів, в Індонезії. Площа 15 175 км². Свою назву, яка відображає багатство флори острова (мусонні листопадні ліси, савани), отримав від португальських мореплавців.
На острові гори з численними вулканами (Левотобі та інші), висота до 2 400 м; вздовж північного узбережжя — горбисті рівнини. Вирощування рису, кукурудзи, кокосових пальм.
Острів широко відомий світу передовсім своїми археологічними знахідками (карликовий слон, флореська людина чи гобіт).